# Подгораны (район Кежмарок)
Подгораны (словац. Podhorany) — село и одноимённая община в районе Кежмарок Прешовского края Словакии. В письменных источниках начинает упоминаться с 1235 года.

## География
Село расположено в западной части края, на левом берегу реки Попрад, при автодороге 3106. Абсолютная высота — 598 метров над уровнем моря. Площадь муниципалитета составляет 11,02 км².

## Население
| Год:                | 1994 | 2004     | 2014     | 2024     |
| ------------------- | ---- | -------- | -------- | -------- |
| Количество человек: | 1011 | 1578     | 2621     | 3029     |
| Разница:            |      | +56,08 % | +66,09 % | +15,56 % |

По данным последней официальной переписи 2011 года, численность населения Подгоран составляла 2382 человека.
Национальный состав населения (по данным переписи населения 2011 года):
| Национальность | Численность, человек |
| -------------- | -------------------- |
| цыгане         | 949                  |
| словаки        | 876                  |
| украинцы       | 33                   |
| поляки         | 7                    |
| немцы          | 2                    |
| чехи           | 2                    |
| русины         | 1                    |
| не указана     | 463                  |